# Carea fasciata
Carea fasciata är en fjärilsart som beskrevs av Moore 1882. Carea fasciata ingår i släktet Carea och familjen trågspinnare. Inga underarter finns listade i Catalogue of Life.